# Выборы губернатора Челябинской области (2014)
Досрочные выборы губернатора Челябинской области состоялись в Челябинской области 14 сентября 2014 года в единый день голосования. Выборы были назначены в связи с досрочной отставкой губернатора Михаила Юревича. Президент РФ Владимир Путин назначил врио губернатора Бориса Дубровского, до этого работавшего генеральным директором Магнитогорского металлургического комбината. Дубровский, выдвинутый «Единой Россией», и выиграл выборы, набрав 84,22 % голосов избирателей. Он был избран на 5 лет.

## Предшествующие события
15 января 2014 года президент России Владимир Путин принял досрочную отставку губернатора Челябинской области Михаил Юревич и назначил временно исполняющим обязанности губернатора гендиректора Магнитогорского металлургического комбината Борис Дубровский.
15 мая на встрече с представителями общественных организаций Дубровский заявил об участии в праймериз «Единой России», а затем и в самих выборах губернатора Челябинской области.

## Ключевые даты
- 10 июня 2014 года депутаты Законодательного собрания Челябинской области назначили выборы на 14 сентября 2014 года — единый день голосования (за 100—90 дней до дня голосования)[2]
  - 16 июня избирательная комиссия опубликовала расчёт числа подписей, необходимых для регистрации кандидата[3] и календарный план выборов[4]
- с 15 июня по 5 июля (до 18:00) — период выдвижения кандидатов
  - агитационный период начинается со дня выдвижения кандидата и прекращается за одни сутки до дня голосования
- период сбора подписей муниципальных депутатов для регистрации кандидата начинается после представления в избирательную комиссию заявления кандидата о согласии баллотироваться
- С 20 по 30 июля 2014 года (до 18:00) — представление документов для регистрации кандидатов; к заявлениям должны прилагаться листы с подписями муниципальных депутатов и список трёх кандидатов на должность члена Совета Федерации
- с 16 августа по 12 сентября — период агитации в СМИ (начинается за 28 дней до дня голосования)
- 13 сентября — «день тишины»
- 14 сентября — день голосования

## Выдвижение и регистрации кандидатов
Губернатор Челябинской области избирается гражданами Российской Федерации, проживающими на территории Челябинской области и достигшими на день выборов 18 лет, на основе всеобщего равного и прямого избирательного права при тайном голосовании. На 1 января 2014 года в Челябинской области было зарегистрировано 2 730 000 избирателей
Губернатором Челябинской области может быть избран гражданин Российской Федерации, достигший возраста 30 лет.
С декабря 2012 года действует новый порядок формирования Совета Федерации. Так каждый кандидат на должность губернатора при регистрации должен представить список из трёх человек, первый из которых, в случае избрания кандидата на должность главы, станет сенатором в Совете Федерации от правительства региона.

### Муниципальный фильтр
1 июня 2012 года вступил в силу закон, вернувший прямые выборы глав субъектов Российской Федерации. Однако был введён так называемый муниципальный фильтр. Всем кандидатам на должность главы субъекта РФ (как выдвигаемых партиями, так и самовыдвиженцам), согласно закону, требуется собрать в свою поддержку от 5 % до 10 % подписей от общего числа муниципальных депутатов и избранных на выборах глав муниципальных образований, в числе которых должно быть от 5 до 10 депутатов представительных органов муниципальных районов и городских округов и избранных на выборах глав муниципальных районов и городских округов. Муниципальным депутатам представлено право поддержать только одного кандидата.
В Челябинской области кандидаты должны собрать подписи 7 % муниципальных депутатов и глав муниципальных образований. Среди них должны быть подписи депутатов районных и городских советов и (или) глав районов и городских округов в количестве 7 % от их общего числа. Кроме того, кандидат должен получить подписи не менее чем в трёх четвертях районов и городских округов, то есть в 33 из 43. 16 июня 2014 года избирательная комиссия опубликовала расчёт, по которому каждый кандидат должен собрать от 283 до 297 подписей депутатов и глав муниципалитетов, среди которых от 64 до 67 подписей депутатов районов и городских округов и глав районов и городских округов не менее чем в 33 районах.

## Кандидаты
Кандидатов на выборах губернатора выдвинули 4 партии.
| Кандидат              | Должность (на момент выдвижения)                     | Партия        | Статус          |
| --------------------- | ---------------------------------------------------- | ------------- | --------------- |
| Борис Дубровский      | врио губернатора Челябинской области                 | Единая Россия | зарегистрирован |
| Константин Нациевский | лидер фракции КПРФ в Заксобрании Челябинской области | КПРФ          | зарегистрирован |
| Виталий Пашин         | координатор областного отделения партии ЛДПР         | ЛДПР          | зарегистрирован |
| Владимир Брижанин     | заместитель председателя партии «Города России»      | Города России | зарегистрирован |

От участия в выборах из-за сложного прохождения муниципального фильтра отказался депутат Госдумы и лидер регионального отделения «Справедливой России» Валерий Гартунг.

## Прогнозы и аналитика
| Опрос                          | Явка   | Дубровский | Пашин | Нациевский | Брижанин | Затруднились ответить |
| ------------------------------ | ------ | ---------- | ----- | ---------- | -------- | --------------------- |
| ЧФ РАНХиГС, 21-25 июля 2014    | 48,0 % | 56,2 %     | 8,9 % | 7,9 %      | 1,2 %    | 25,8 %                |
| ЧФ РАНХиГС, 14-19 августа 2014 | 52,1 % | 66,4 %     | 7,6 % | 9,9 %      | 1,2 %    | 14,9 %                |

## Итоги выборов
В выборах в приняли участие 1 155 681 человек, таким образом явка избирателей составила 42,48 %.
| Явка избирателей                                      | Явка избирателей                                      | Явка избирателей | Явка избирателей |
| ----------------------------------------------------- | ----------------------------------------------------- | ---------------- | ---------------- |
| Число избирателей, включённых в список избирателей    | Число избирателей, включённых в список избирателей    | 2 720 414        | 100 %            |
| Из них приняли участие в выборах (выдано бюллетеней)  | Из них приняли участие в выборах (выдано бюллетеней)  | 1 155 681        | 42,48 %          |
| Процент испорченных бюллетеней                        |                                                       |                  |                  |
| Приняли участие в голосовании (возвращёно бюллетеней) | Приняли участие в голосовании (возвращёно бюллетеней) | 1 153 585        | 100 %            |
| Из них действительных бюллетеней                      | Из них действительных бюллетеней                      | 1 127 637        |                  |
| Из них недействительных бюллетеней                    | Из них недействительных бюллетеней                    | 25 948           | 2,25 %           |
| Распределение голосов:                                |                                                       |                  |                  |
| 1.                                                    | Борис Дубровский                                      | 996 347          | 86,37 %          |
| 2.                                                    | Константин Нациевский                                 | 60 523           | 5,25 %           |
| 3.                                                    | Виталий Пашин                                         | 47 287           | 4,10 %           |
| 4.                                                    | Владимир Брижанин                                     | 23 480           | 2,04 %           |
| Число действительных (учтённых) бюллетеней            | Число действительных (учтённых) бюллетеней            | 1 127 637        | 100 %            |

Выборы выиграл ранее назначенный врио глава региона Борис Дубровский, набравший 86,37 % голосов избирателей. 24 сентября он вступил в должность губернатора Челябинской области и в тот же день назначил сенатором от правительства Челябинской области вице-премьер Ирину Гехт. Ранее Челябинскую область в Совете Федерации представлял Руслан Гаттаров (с 2010 по февраль 2014 года, когда он перешёл на работу в администрацию губернатора Челябинской области).